# Burschenschaft Holzminda
Die Burschenschaft Holzminda ist eine schlagende und farbentragende Studentenverbindung in Göttingen. Die Burschenschaft wurde 1860 gegründet und war Gründungsverbindung sowohl der Roten Richtung als auch des Kartells Roter Burschenschaften. Sie vereint Studenten und ehemalige Studenten der Georg-August-Universität und der Göttinger Hochschulen in einem Freundschafts- und Lebensbund.

## Geschichte

### Die Gründung

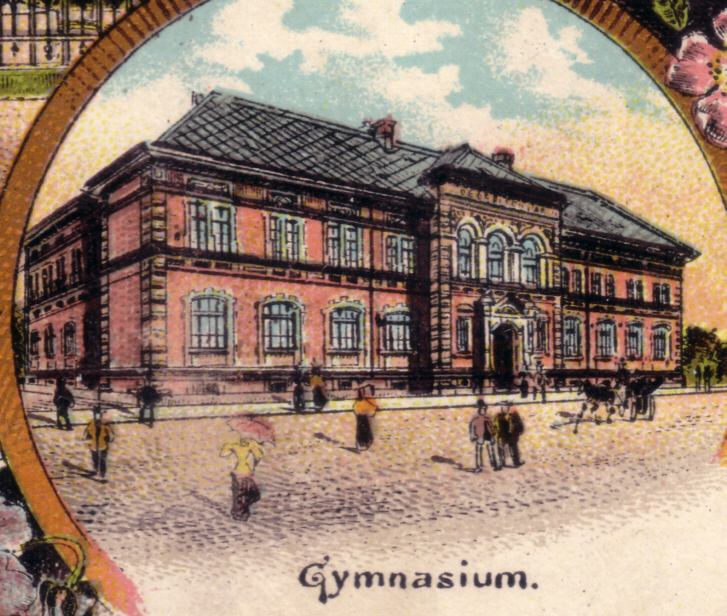
Vom Gymnasium in Holzminden kamen die Gründungsburschen der Holzminda

Am 10. November 1860 gründeten acht Göttinger Studenten, alles ehemalige Schüler des Gymnasiums in Holzminden, im Schwarzen Bären in Göttingen die Verbindung Holzminda als Freundschaftsbund. Zu den Gründungsmitgliedern gehörten unter anderem Georg Stölting und Karl Dauber. Es wurden keine Farben getragen und auch kein besonderer Aufwand getrieben, anders als dies bei vielen Studentenverbindungen der damaligen Zeit üblich war.

### Anfangszeit und Kaiserreich
Zu Anfang war die Holzminda eine schwarze – das heißt nicht farbentragende – Progress-Verbindung. Schwarze Verbindungen hatten zu dieser Zeit einen schweren Stand gegenüber den etablierten farbentragenden Korporationen. Deswegen trat die Holzminda der Göttinger Wildenschaft bei, die neben den Burschenschaften und Corps vom Senat der Universität als dritte studentische Gruppe anerkannt war und die sich unter Mitwirkung der Holzminda ab 1861–1874 im Göttinger Blasenconvent, dann bis 1881 im Göttinger Ersten-Convent und schließlich über die Grenzen Göttingens hinaus bis 1885 im Gothaer Ersten-Convent organisierte.
Außerhalb Göttingens wurden Beziehungen zu anderen Universitätsstädten aufgebaut. So kam es 1865 zu einem Kartell mit dem Wels in Erlangen sowie zu Beziehungen zum Blasenconvent in Jena; von 1866 bis 1868 zu einer Mitgliedschaft im Waltershäuser Verband, der unter Beteiligung der Holzminda gegründet wurde sowie von 1883 bis 1885 zu einem Kartellverhältnis mit der Norddeutschen Verbindung in Bonn, was gegenseitige Besuche und Verkehrsverhältnisse mit sich brachte. Bis zum Wintersemester 1903/04 unterhielt die Holzminda ein Freundschaftsverhältnis zur Akademischen Verbindung Krusenrotter Kneipe in Kiel.
Bereits kurz nach der Gründung wurden die ersten Partien gefochten. Von 1877 bis 1879 kam es dann zu einem Paukverhältnis mit der Burschenschaft Brunsviga auf alle Waffen und ab 1879 zu einem Paukverhältnis mit dem Göttinger Senioren-Convent auf schwere Waffen.
Auf dem 25-jährigen Stiftungsfest wurde 1885 die Altherrenschaft gegründet, wodurch der organisatorisch noch lose Lebensbund in eine festere Form gebunden wurde. Von 1888 bis 1895 bestand ein Kartell mit der Verbindung Salia Jena, das damit endete, dass die Salia Farben aufsetzte und infolgedessen mehrere Mitglieder zur Holzminda wechselten, unter anderem Alex Heskel.
Im Sommersemester 1895 und 1899 hatte die Holzminda den Vorsitz innerhalb der Göttinger Studentenschaft inne und vertrat die Göttinger Studenten damit offiziell gegenüber der Universität.

Die große Kneipe auf dem Holzmindahaus (um 1910)

Nach und nach setzten immer mehr Studentenverbindungen in Göttingen Farben auf und schlossen sich größeren Verbänden an. Das wurde von vielen neu in Göttingen mit dem Studium beginnenden Studenten positiv gesehen, hatte jedoch zur Folge, dass die Holzminda mit Nachwuchsproblemen zu kämpfen hatte. So kam es Anfang 1904 zu einer Denkschrift der Aktivitas an die Altherrenschaft: Sie wollte Farben aufsetzen und der Deutschen Burschenschaft beitreten, um sich diesen Änderungen anzupassen. Am 16. April 1904 wurden schließlich im Schwarzen Bären die Farben in Form eines Bandes angelegt und auf dem Weender Bummel das erste Mal öffentlich gezeigt. Unter Federführung von Friedrich Salis wurde der Beschluss zum Eintritt in die Deutsche Burschenschaft gefasst und die Holzminda nannte sich von nun an burschenschaftliche Verbindung. Jedoch erfolgte die Aufnahme in den neuen Dachverband wegen Bedenken der Burschenschaft Hannovera Göttingen und des Grün-Weiß-Roten Kartells erst am 19. Juni 1907 als renoncierende Burschenschaft und endgültig dann auf dem Burschentag am 30. Mai 1909. Ab da nannte sich die Holzminda Burschenschaft. Diese Maßnahmen führten zu einem starken Mitgliederzuwachs und förderten Bestrebungen der Verbindung ein eigenes Heim zu schaffen. Am 4. Juni 1910 wurde das eigens gebaute Verbindungshaus in der Wilhelm-Weber-Straße eingeweiht.

Die Holzminda als Mitglied der Deutschen Burschenschaft (1915)

Das Kneiplokal Schwarzer Bär und das Holzmindahaus

Im Ersten Weltkrieg fielen 30 Mitglieder der Holzminda, bei damals insgesamt 130 Mitgliedern.

### Weimarer Republik und Nationalsozialismus
1920 war die Holzminda Mitbegründerin der Roten Richtung innerhalb der Deutschen Burschenschaft. Ab 1920 war der Holzminde Theodor Sonnemann Mitglied im Hochschulpolitischen Ausschuss, im Hauptausschuss und im Ehrenrat der Deutschen Burschenschaft. Im selben Jahr wurde von Göttinger Studenten eine Freiwilligentruppe gegen den Kommunistenaufstand im Ruhrgebiet gebildet, welche von Wilhelm Tannenberg als Kompanieführer angeführt wurde.
Im Wintersemester 1930/31 hatte die Holzminda 167 Alte Herren, 64 Inaktive und 32 Aktive. In der Zeit der Weimarer Republik waren sportliche Aktivitäten jeder Art unter den Studenten stark ausgeprägt, so auch bei der Holzminda, die sich insbesondere im Segelfliegen und Reiten hervortat. So wurde eine private Reitschule in Örshausen bei Dransfeld besucht. Zusammen mit Otto Schwab und Otto Lüning gründete der Holzminde Ewald Hamann 1930/31 die Segelfluggruppe und die Fliegerabteilung der Deutschen Burschenschaft. Er kam am 28. Mai 1933 zusammen mit seinem Bruder Waldemar beim Absturz ihrer Maschine während einer Flugvorführung in Hildesheim ums Leben.
Die allgemein letzte bekannte Bestimmungsmensur mit tödlichem Ausgang geschah am 28. Januar 1933, als sich ein Unfall ereignete, bei dem sich der Schläger eines Holzminden unter dem Nasenblech eines Mitgliedes der Burschenschaft Alemannia Göttingen verfing und ins Gehirn eindrang. Das wegen des tödlichen Mensurausganges angeklagte Mitglied der Holzminda wurde Anfang März 1933 von einem Schöffengericht in Göttingen freigesprochen, wodurch die allgemeine Diskussion über die Strafbarkeit von Mensuren weiter vorangetrieben und schließlich kurz darauf in einem Reichsgesetz vom 26. Mai 1933 durch die Änderung des § 210a StGB die Straffreiheit festgeschrieben wurde.
Willy Nolte veröffentlichte 1934 eine über 1000-Seiten starke Burschenschafter-Stammrolle, die alle Mitglieder der einzelnen Burschenschaften der Deutschen Burschenschaft aufführte.
Am 15. April 1935 trat Holzminda aus der Deutschen Burschenschaft aus. Kurz darauf, im Mai 1935 geriet die Holzminda in das Kreuzfeuer von NSDAP-Organisationen und wurde von der Universität für sechs Monate geschlossen, da sie einen „politisch mißglückten Bierulk“ veranstaltet hatte. Der Vorfall ist als Göttinger Maibaumaffäre bekannt. Dadurch war die Holzminda weder Mitglied der Alten Burschenschaft noch bei der Auflösung der Deutschen Burschenschaft am 18. Oktober 1936 dabei.
Am 15. März 1936 löste sich die Burschenschaft auf. Nach der am 30. Januar 1937 erfolgten Gründung einer Kameradschaft Ewald Hamann wurde der Betrieb in eingeschränktem Umfang in der Kameradschaft Hermann von Salza weitergeführt.
Im Zweiten Weltkrieg fielen 57 Holzminden, des Weiteren 21 Mitglieder der Kameradschaft.

### Nachkriegszeit
Nach Kriegsende wurde das Verbindungshaus beschlagnahmt, aber nicht von Soldaten bezogen. Das Wohnungsamt wies mehrere Familien in das Haus ein. In der Kneipe wurde ein Mittagstisch betrieben, das Verbindungsleben ruhte dagegen zuerst fast ganz. Einige Altherrensöhne und deren Freunde bildeten einen Freundschaftsbund, der sich Humboldt-Bund nannte und in einer Wohnung im Schildweg tagte. Aus ihm entstand durch Kontakte zu Alten Herren der Holzminda später eine neue Aktivitas (1947/48). Dadurch konnte die Holzminda bei der Wiedergründung der Deutschen Burschenschaft am 15. Juni 1950 dabei sein. Im Dezember 1950 durfte der Name „Holzminda“ wieder offiziell geführt werden. 1950 mietete die Turnerschaft Normannia einen Raum an und die aus Jena vertriebene Turnerschaft Salia hatte von 1953 bis 1958 Gastrecht auf dem Haus der Holzminda. Engagementlose Göttinger Schauspieler richteten 1950 das Intime Theater im Kneipsaal des Verbindungshauses ein, welches bis zu seiner Auflösung 1954 dort spielte.
Im Mai 1971 wurde Holzminda für ein Jahr von der Deutschen Burschenschaft suspendiert, da sie die damals verpflichtende Bestimmungsmensur aufgegeben und damit gegen die Satzung der DB verstoßen hatte. Das Landgericht Frankenthal hob diese Sanktion jedoch im Oktober 1971 wieder auf.
Am 10. Februar 2008 gründete die Holzminda zusammen mit der Straßburger Burschenschaft Arminia zu Tübingen und der Würzburger Burschenschaft Arminia das Kartell Roter Burschenschaften (KRB). Im März 2013 trat die Burschenschaft Holzminda aus dem Dachverband Deutsche Burschenschaft aus.

## Galerie

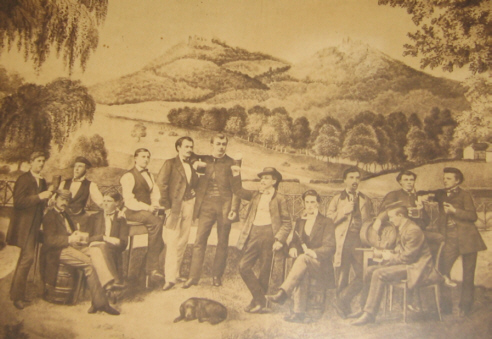
Um 1860: Die ersten Holzminden vor den Gleichen: Ausdruck ihres Lebensbundes
WS 1884/85: Gruppenbild der Leibfamilie Busse
WS 1888/89: Mensur vor der Plesse gegen Frisia
Um 1909: Die Holzminda-Kneipe im Schwarzen Bären
Eine Couleurkarte

## Das Couleur in Band und Mütze

Otto Hillebrecht mit Fuxenband und Holzminda-Mütze (1904)

Das Burschen-Band der Holzminda hat die Farben Blau-Weiß-Rot und das Fuxen-Band die Farben Blau-Weiß – beide mit silberner Perkussion. Sie werden in Band und Mütze erst seit 1904 getragen, nachdem die Holzminda zuvor 44 Jahre lang als Schwarze Verbindung nur farbenführend gewesen war. Getragen wird als Kopfbedeckung eine kornblumenblaue Mütze mit weißer Deckelbiese und leuchtend rotem Mützenband, eingefasst vom Göttinger Doppelstreifen in Weiß.

## Das Wappen und der Wahlspruch
1873 wurde das Wappen in seiner heutigen Form festgelegt. Zugrunde liegen die Farben und das Stadtwappen von Holzminden, dazu kommt der auf das Gründungslokal hinweisende schwarze Bär, der Stiftungstag und der Zirkel. Über dem Wappen befindet sich das Feldgeschrei Holzminda sei's Panier!, unter dem Wappen der Wahlspruch Non quot, sed quales!, lateinisch: Nicht wie viele, sondern was für welche!, auch: Nicht Quantität, sondern Qualität!

## Bekannte Mitglieder

Malereien von Mitgliedern der Holzminda im Göttinger Karzer

- Heinrich Wilhelm Ahrens (1903–2002), Jurist sowie Kaufmann und Manager im Versicherungswesen
- Michael Arnold (1928–2022), Arzt und Professor für Anatomie in Tübingen (1952 ausgetreten)
- Hermann Barnstorff (1891–1979), Germanist, Philologe und Deutsch- und Slawistik-Professor an der Universität Madison, Wisconsin
- Willi Baumert (1909–1984), Psychiater, SS-Obersturmbannführer
- Kurt Blome (1894–1969), Arzt, Abgeordneter im Reichstag & Schweriner Landtag und stellvertretender Reichsärzteführer in der Zeit des Nationalsozialismus
- Otto Bode (1913–1981), Biologe, Virologe, Professor und Direktor der Biologischen Bundesanstalt für Land- und Forstwirtschaft in Braunschweig
- Friedrich Boden (1844–1920), Unternehmer und Brauereibesitzer in Einbeck
- Carl August Bodenstein (1900–1973), Chemiker, Fabrikdirektor der Firma ADOX und ehrenamtlicher Stadtrat von Neu-Isenburg
- Jan Bohls (1863–1950), Zoologe, Privatgelehrter, Volkskundler und Heimatforscher
- Heinrich Braasch (1902–1941), Kommunalpolitiker und Landrat von Neustettin, Dramburg und Breslau
- Richard Bremer (1900–1971), Chefredakteur und Agrar-Journalist
- Wilhelm Canenbley (1901–1973), Agrarwissenschaftler und Landwirtschaftsfunktionär
- Theodor Colshorn (1821–1896), Schriftsteller
- Karl Dauber (1841–1922), Gymnasiallehrer und Schuldirektor in Holzminden, Wolfenbüttel und Braunschweig (später ausgetreten)
- August Denckmann (1860–1925), Geologe und Hochschullehrer für Geologie an der Bergakademie Berlin
- Otto Dettmers (1892–1986), Jurist, Generaldirektor des Norddeutschen Lloyd und Kunstsammler
- Benno Diederich (1870–1947), Lehrer, Philologe, Autor und Biograph
- Hans Joachim Einbrodt (1927–2007), Arzt und Hygieniker, Professor für Arbeitsmedizin und Arbeitshygiene an der RWTH Aachen
- Adolf Eyme (1861–1925), Chemiker und Hochschullehrer für Chemie in Berlin
- Gerhard Fischer (1908–1994), Kommunalpolitiker und Landrat von Oldenburg in Holstein
- Julius Fischer (1856–1916), Bergbaukundler, Hochschullehrer und Direktor der Bergakademie Clausthal
- Adolf Flockemann (1870–1955), Arzt und Konsul in Südafrika
- Otto Gerlach (1866–1914), Arzt, Sanitätsrat und Königlicher Kreisarzt für den Landkreis Ilfeld
- Eduard Goecker (1848–1931), Pfarrer und Kirchenbauer
- Georg Greißinger (1934–2012), Rechtsanwalt und Notar, Spezialist für Verkehrsrecht
- Karl Großmann (1896–1981), Lehrer und Heimatforscher in Vlotho
- Hermann-Gerhard Gruß (1904–1971), Jurist und Gerichtspräsident am Sozialgericht Münster
- Paul Gussmann (1866–1941), Arzt, Bryologe und Entomologe
- Hans Hassel (1860–1932), Jurist und Präsident des Verwaltungsgerichtshofes Braunschweig
- Alex Heskel (1864–1943), Historiker und Direktor der Behörde für öffentliche Jugendfürsorge in Hamburg
- Otto Hillebrecht (1886–1971), Jurist, Hauptgeschäftsführer der Kleinhandelskammer in Bremen und Mitglied der Bremischen Bürgerschaft
- Ernst Hintzmann (1853–1913), Oberrealschuldirektor in Elberfeld und Mitglied des Preußischen Abgeordnetenhauses
- Friedrich Hohn (1908–1944), Kommunalpolitiker und hauptamtlicher Landrat im Landkreis Bersenbrück
- Karl Jordan (1861–1959), deutsch-englischer Entomologe, Zoologe und Mitglied der Royal Society
- Helmut Kaufhold (1903–1974), Landtagsabgeordneter in Nordrhein-Westfalen und Bürgermeister von Gütersloh
- Friedrich Krankenhagen (1850–1928), Mathematiker, Philologe und Schuldirektor des Schillergymnasiums in Stettin
- Wilhelm Lindenberg (1853–1923), Chefarzt in Celle und Freimaurer
- Paul Lücker (1847–1931), Arzt, Kommunalpolitiker, Stadtvorsteher und Ehrenbürger in Preußisch Oldendorf
- Jürgen Mehrtens (1912–2003), Jurist und Oberstadtdirektor und Ehrenbürger von Delmenhorst
- Karl August Ludwig Mercker (1862–1942), evangelischer Theologe, Pastor und Superintendent
- Heinrich Meyer (1871–1917), Mitglied der Bremischen Bürgerschaft und des Bremer Senats
- Karl Munzel (1906–1994), Jurist, Kommunalpolitiker und Landrat von Peine, Mitglied des Niedersächsischen Staatsgerichtshofes in Bückeburg
- Willy Nolte (1906–2004), Biologe und Fischereirat
- Eduard Pelissier (1850–1931), Gymnasiallehrer und Historiker
- Klaus Pohlmeyer (1938–2008), Physiker und Hochschullehrer für Theoretische Physik an der Universität Freiburg
- Hieronymus Pol (1852–1911), deutscher und niederländischer Lehrer, Germanist und Hochschullehrer für neuhochdeutsche Literatur an der Universität Groningen
- Hermann Reinecke (1843–1891), Schulmann
- Adolf Riege (1906–1994), evangelischer Theologe, Oberpastor beim Bundesgrenzschutz Nord
- Friedrich Salis (1880–1914), Historiker und Privatdozent an der Universität Marburg
- Carl Schilling (1857–1932), Pädagoge, Mathematiker und Nautiker, Direktor der Seefahrtsschule in Bremen
- Friedrich Schlanbusch (1884–1964),  Chef der Hamburger Kriminalpolizei, Direktor der Hamburgischen Landesbank, Verfassungsrichter in Hamburg
- Franz Schotte (1878–1934), evangelischer Theologe
- Hermann Schrader (1844–1899), Bürgermeister und Ehrenbürger von Holzminden, Abgeordneter im Braunschweigischen Landtag
- Hans Schreib (1852–1912), Chemiker und Fabrikdirektor
- Franz Schübel (1930–2024), Zahnmediziner
- Gerhard Schumann (1919–1989), Arzt
- Friedrich Schuver (1919–2002), Jurist und Oberkreisdirektor des Landkreises Aurich
- Kurt Selle (1932–2007), Direktor des Gymnasiums in Wolfenbüttel und Leiter des Deutschen Altphilologenverbandes
- Theodor Sonnemann (1900–1987), Staatssekretär im Bundeslandwirtschaftsministerium und Präsident des Deutschen Raiffeisenverbandes
- Dieter Stegemann (1932–2013), Kernphysiker und Hochschullehrer an der TU Hannover
- Eduard Steinacker (1839–1893), Lehrer und Kunstschriftsteller
- Georg Stölting (1836–1901), Schul- und Seminardirektor in Wolfenbüttel
- Hermann von Stutterheim (1843–1909), Jurist und Landgerichtsdirektor in Braunschweig
- Wilhelm Tannenberg (1895–1983), Jurist und Diplomat, Vize-Konsul in den USA
- Georg Thieler (1854–1945), Jurist, Fabrikant und Bürgermeister von Jena
- Ernst Tiedemann (1919–2007), Tropenmediziner und Entwicklungshelfer in Afrika
- Hermann Tjaden (1861–1952), Arzt und Politiker, Direktor des Bakteriologischen, später Hygienischen Instituts in Bremen
- Richard Uffeln (1859–1939), Bürgermeister von Moringen
- Ernst Voges (1854–1932), Privatgelehrter, Journalist und Schriftsteller
- Berthold Walther (1905–1978), Jurist und Landrat von Meppen
- Rudolf Heinrich Weber (1874–1920), Mathematiker, Physiker und Hochschullehrer für Mathematische Physik an der Universität Rostock
- August Wolkenhauer (1877–1915), Geograph, Kartographiehistoriker und Hochschullehrer an der Universität Göttingen

## Literatur

Exlibris der Burschenschaft Holzminda (um 1910).